# Bovenden
Bovenden eller  Flecken Bovenden er en by og kommune i det centrale Tyskland med godt 13.000 indbyggere, beliggende under Landkreis Göttingen, i den sydlige del af delstaten Niedersachsen. Kommunen består ud over hovedbyen Bovenden (hvor lidt under halvdelen af kommunens indbyggere bor), af syv landsbyer.

## Geografi
Bovenden er beliggende ved floden Leine, omkring 6 km nord for Göttingen ved vestsiden af Göttinger Wald. På en bakke øst for landsbyen Eddigehausen ligger ruinerne af middelalderborgen Burg Plesse.
I kommunen findes:
- Billingshausen
- Eddigehausen
- Emmenhausen
- Harste
- Lenglern
- Reyershausen
- Spanbeck

Der har tidligere ligget flere, nu forsvundne landsbyer i kommunen.